# AB Motorfabriken i Göteborg
AB Motorfabriken i Göteborg var en svensk biltillverkare.

## Historia
Företaget från Göteborg, ursprungligen en tillverkare av stationära motorer, grundades 1897. Engagemanget med fordon började med importen av Georges Richards bilar. 1903 började företaget tillverka sina egna bilar. Varumärket var AMG, inte att förväxla med Mercedes sportbilar. Produktionen upphörde omkring 1905, troligen på grund av lönsamheten.

## Fordon
Det första fordonet var en licensierad kopia från Richard-Brasier, ett märke som utvecklades från efterträdaren till Georges Richard. Det förekom även samarbeten med tyska Fafnir-verken. Ett tiotal fordon tillverkades 1903. Andra källor nämner bara sex bilar.  Chassit bestod av medföljande franska delar. Gardner-Serpollet-komponenter användes förmodligen också. Bilens 2-cylindriga motor kom från Fafnirwerke i Aachen. Även tändanordningen, förgasaren och däcken importerades från olika håll. Det gjutna stålchassit levererades av Nydqvist & Holm i Trollhättan, loktillverkare. Växellådan och växlarna till kraftöverföringen tillverkades i egen regi av motorfabriken. Karossen i tonneau-stil byggdes av Per Olsson Sjöösten i Göteborg och monterades på chassit. 